# Vrhpolje, Hrpelje-Kozina
Vrhpolje este o localitate din comuna Hrpelje - Kozina, Slovenia, cu o populație de 79 de locuitori.